# Grodziska Kolej Drezynowa
Grodziska Kolej Drezynowa - operator kolei drezynowej na linii nr 376 (odcinek z Kościana do Grodziska Wielkopolskiego). Główną bazą taborową stowarzyszenia jest od 2011 roku stacja kolejowa Ujazd Wielkopolski.

## Historia
Stowarzyszenie Grodziska Kolej Drezynowa założone zostało 26 kwietnia 2006 roku w Grodzisku Wlkp. przez grupę sympatyków kolei, którzy wcześniej częściowo działali w Wielkopolskim Towarzystwie Sympatyków Kolei. Głównym celem organizacji jest obecnie rewitalizacja normalnotorowej linii kolejowej z Grodziska Wlkp. do Kościana. Swoje cele stowarzyszenie realizuje poprzez organizowanie wycieczek turystycznych zabytkowymi drezynami kolejowymi.
Grodziska Kolej Drezynowa organizuje także przejazdy specjalne poza linią, na której operuje. 2 lipca 2013 przeprowadziła np. ostatni, pożegnalny przejazd bocznicą targową na MTP w Poznaniu przed jej rozbiórką.

## Tabor
Linia obsługiwana jest drezynami ręcznymi i motorowymi, np. skonstruowaną na bazie Fiata 126p. Kolej posiada park ponad 20 pojazdów szynowych. Najstarszym eksponatem jest rower szynowy z 1918. Najmłodsze pojazdy to produkowane we własnym zakresie drezyny ręczne i wózki torowe. W zbiorach znajdują się także lekkie drezyny spalinowe typu DL2, lokomotywy 409Da, Ls40, wagony towarowe i osobowe oraz duża, 12-osobowa ręczna drezyna z początku XX w., nosząca nazwę Piękna Ela.

## Galeria

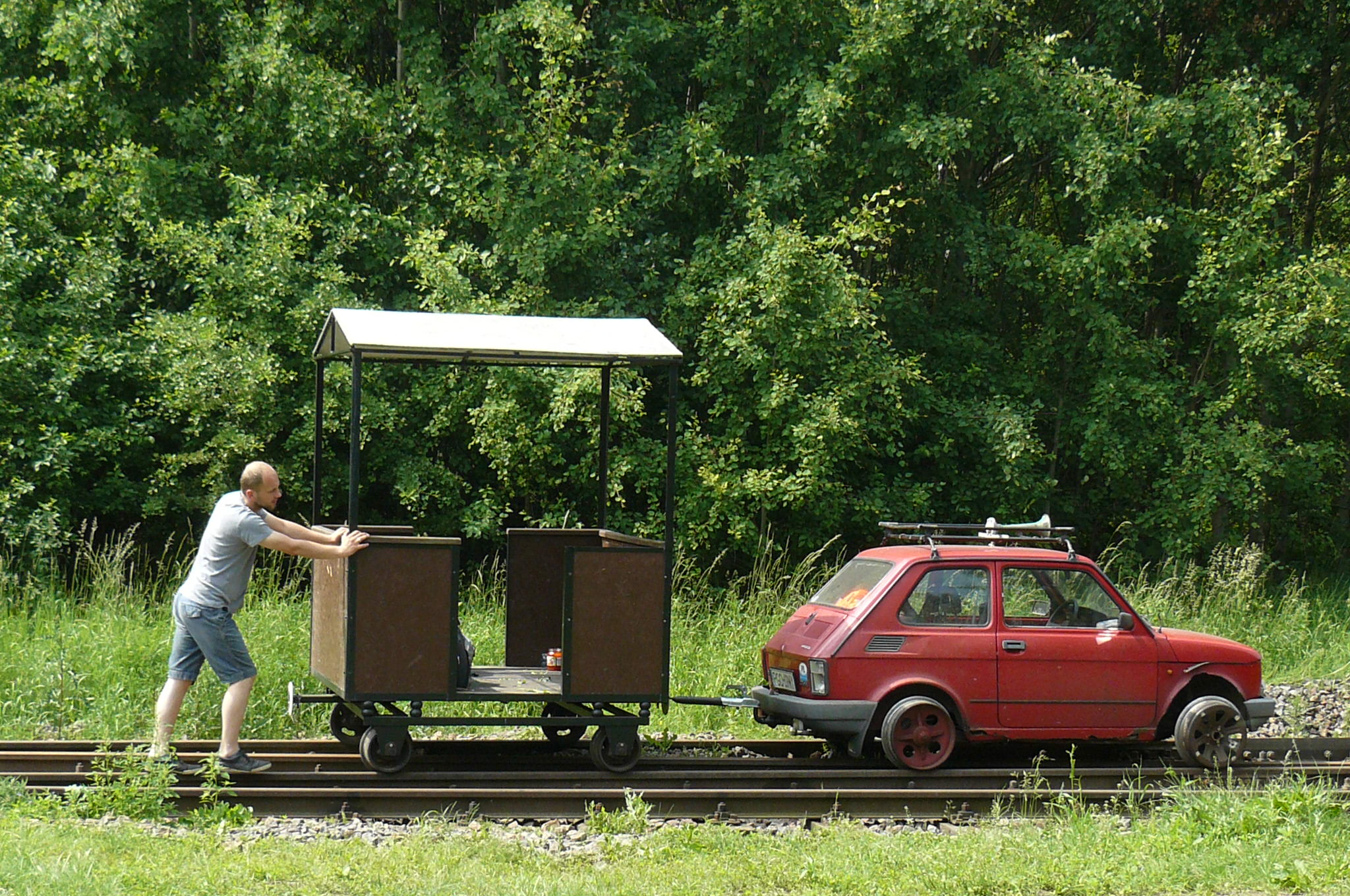
Drezyna na bazie Fiata 126p z przyczepą.
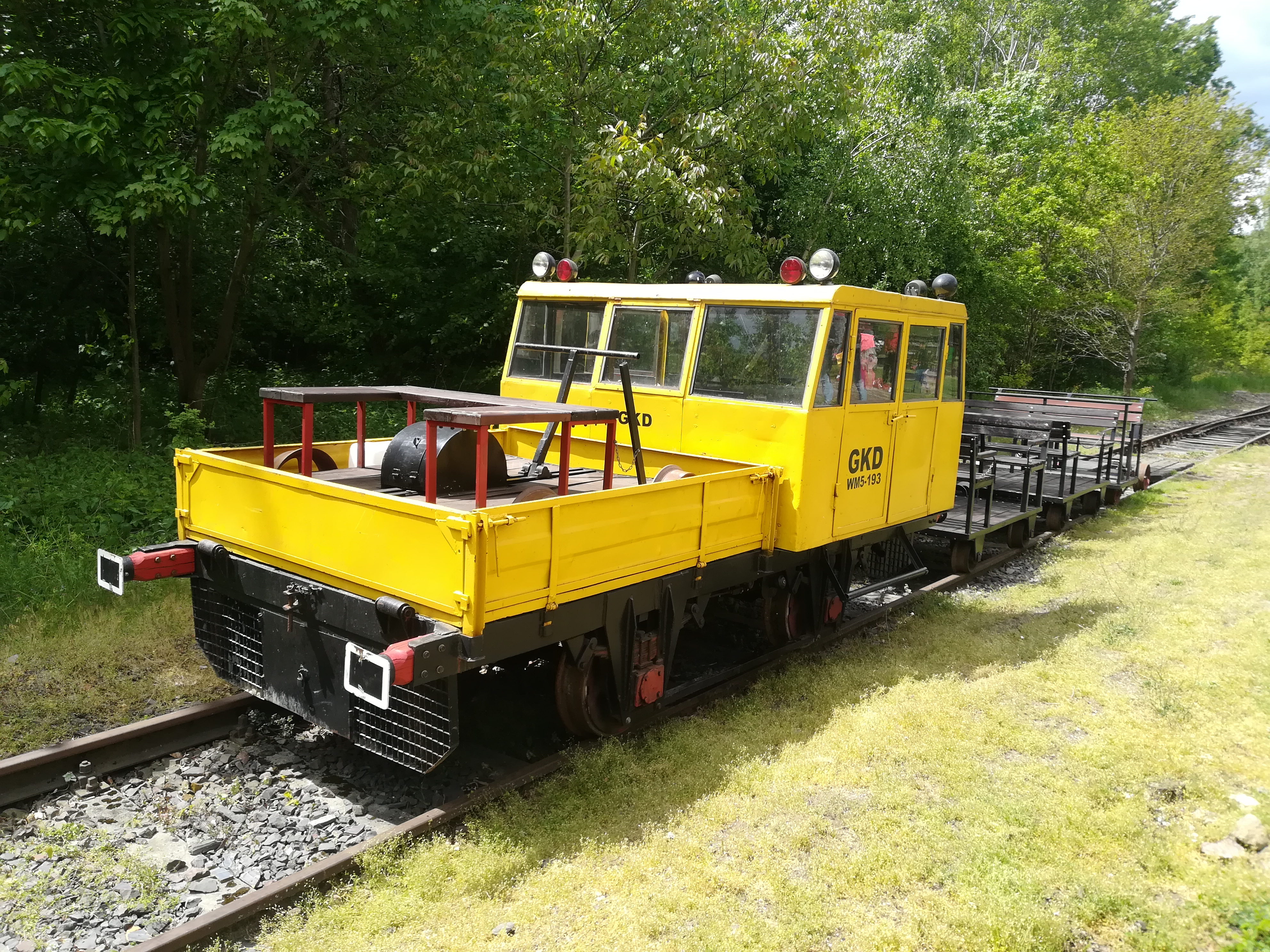
Drezyna spalinowa WM5-193.
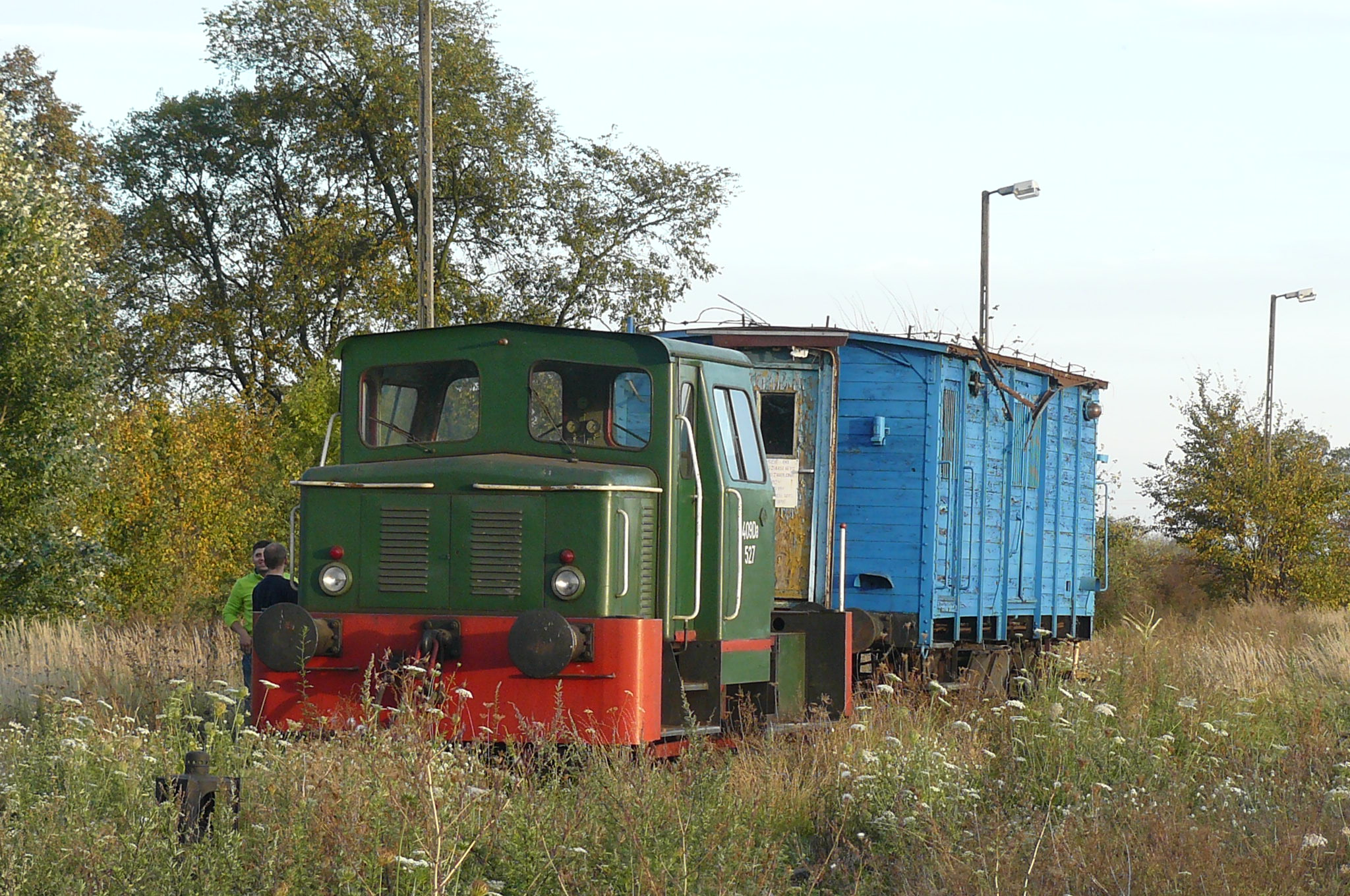
Lokomotywa spalinowa 409Da-527 w Plastowie.
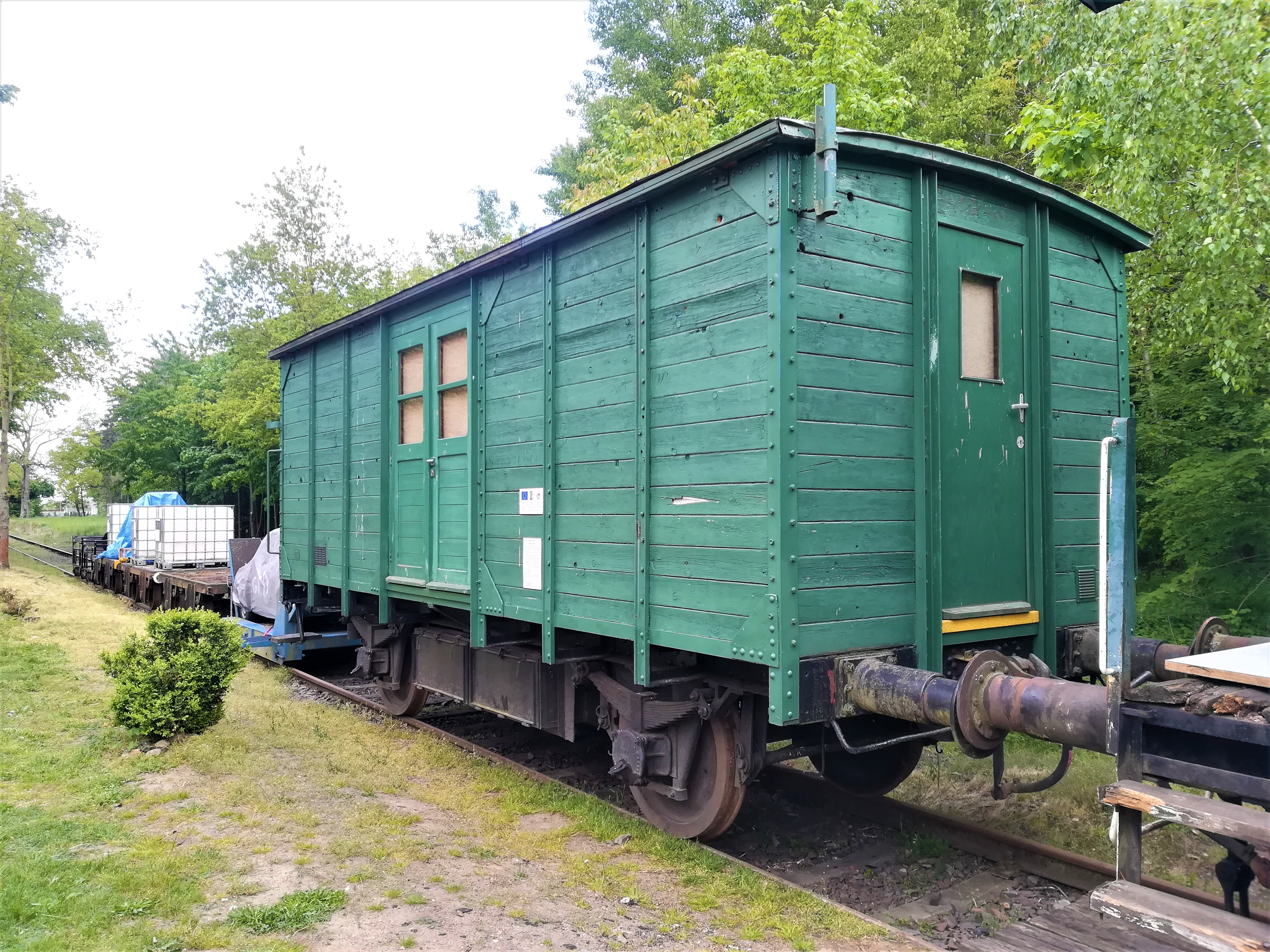
Wagon barowy w Ujeździe Wielkopolskim.
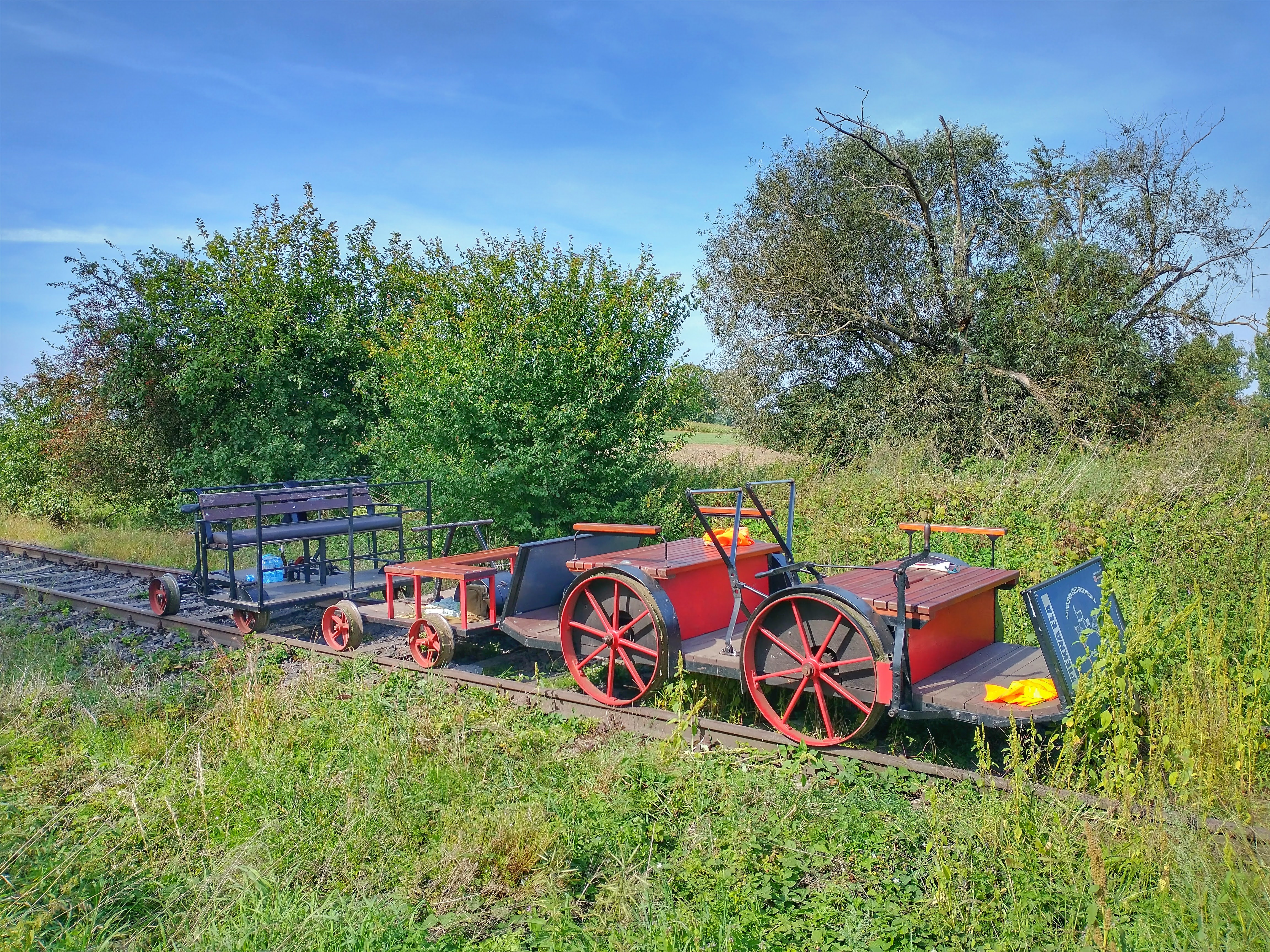
Skład drezyn w Sepnie.